# Арол
Арол (фр. Harol) насеље је и општина у североисточној Француској у региону Лорена, у департману Вогези која припада префектури Епинал.
По подацима из 2011. године у општини је живело 587 становника, а густина насељености је износила 21,47 становника/km². Општина се простире на површини од 27,34 km². Налази се на средњој надморској висини од 400 метара (максималној 428 m, а минималној 311 m).

## Демографија
| 1962. | 1968. | 1975. | 1982. | 1990. | 1999. | 2011. |
| ----- | ----- | ----- | ----- | ----- | ----- | ----- |
| 626   | 543   | 502   | 509   | 522   | 502   | 587   |

График промене броја становника у току последњих година